# 컨피던스 맨 JP
《컨피던스 맨 JP》(일본어: コンフィデンスマンJP)은 후지 TV에서 2018년 4월 9일부터 6월 11일까지 “월 9” 시간대에서 방영한 일본의 텔레비전 드라마이다. 주연은 11년만에 “월 9” 주연을 맡은 나가사와 마사미로 단독 주연은 처음이다. 에구치 요스케를 시작 키치세 미치코와 우치무라 테루요시 등 호화 게스트가 매회 출연하고 있다. 또한 이 작품은 코사와의 각본을 바탕으로 일본판 ‘JP’ 외에도 한국판 〈컨피던스 맨 KR〉과 중국판 〈컨피던스 맨 CN〉이 동시 제작이 결정되었다.
제9회 마지막으로 영화화가 발표되었고, 2019년 5월 17일에 공개되었다. 또한 영화 후일담을 그리는 SP 드라마 〈운세 편〉이 영화 개봉 다음날 2019년 5월 18일에 〈후지 TV 개국 60주년 특별 기획〉으로 방송됐다.  또한 영화 개봉 전에 드라마 〈컨피던스 맨 JP〉의 스핀 오프 미니 드라마로 〈컨피던스 맨 IG〉가 5월 13일부터 17일까지 후지 TV에서 5일 밤 연속으로 방송되었다.

## 줄거리
컨피던스 맨(신용 사기꾼)의 다코(나가사와 마사미 분)가 성실하고 소심한 성격의 보쿠짱(히가시데 마사히로 분), 백전 노장의 베테랑 리처드(코히나타 후미요 분)와 함께 악덕 기업의 마피아 집단의 두목과 욕망 투성이의 망자들로부터 모든 수단을 이용하여 돈을 가로채는 한화 완결형 코미디물.

## 등장 인물

### 컨피던스 맨
다양한 수법을 사용해 파렴치한 방법으로 돈을 버는 사람으로부터 거액을 가로채는 사기꾼들.  그러나 결코 단순한 악당과 범죄자가 아니라 대상 약자에게 불이익을 가져다 악덕 상법 외 반사회적 조직의 인간과 결탁한 불법 행위 등으로 거액의 부를 쌓아 올린 탑이 대부분 있으며, 기본적으로 일반인에게는 손을 대지 않는다. 또한 속이 대상에 반하게 한 가게 등 손에 넣은 돈을 기부하는 등 의적인 일면도 가지고 있다.
3명 중의 계명으로 『만일 생명의 위기에 빠지는 사태가 일어나도 서로 협력하는 일은 없다』라는 것이 있지만, 결국은 사전에 걸고 있던 트릭 등으로 서로 돕고 있다.
또한 많은 〈새끼 고양이들〉이라는 부하를 안고 있어, 손에 넣은 돈의 일부를 보상으로 받을 대신 대상의 정보 수집에서 엑스트라 직접 접근의 훈수 등 다양한 형태로 지원을  한다. 그러나 시간에 따라 이것이 요인 대상에서 강탈한 거액이 비용화, 다코의 몫이 없는 때도 있다.
- 다코 - 나가사와 마사미

본작의 메인 주인공.  천재적인 두뇌와 뛰어난 집중력으로 난해한 전문 지식도 단기간에 마스터하고 다양한 역할의 인물을 연기가능하다. 다만 미인계에는 재능이 없다.  평소의 행동은 편심 자체이며 그 행동에 보쿠짱은 끌려 간다.  과거의 학력이나 경력과 본명은 모두 불명이지만, 때때로 자신이 천애 고아인듯한 발언도 한다.  그러나 1회에서 보쿠짱과는 소꿉 친구로 리처드도 어린 시절부터 아는 사이인듯한 사유의 이야기를 하고 있다. 시금보다 정의와 양심에 좌우되기 쉬운 보쿠짱과는 반대로 분별 있는 사람으로 시원한 느낌과 리처드에게 항상 돈이 최우선이며, 상대의 심정보다 탈취한 금분을 우선 발언의 많이하게 보쿠짱이 질책할 수도 많지만, 한편으로 과거의 경험이나 트라우마가 원래의 부정에 손을 대고 있는 대상에 대해서는 재산에 대한 대가이긴하지만 그 트라우마를 극복 모양에서 갱생시키고 있는 등 결코 “상대의 일을 생각하지 않는 인간”도 아니다.  평소에는 고급 호텔 “Gondorff”의 스위트 룸에 거주하고 있으며, 실질적으로 3명의 아지트가 되고 있다.  고급 재료로 과자를 배합 먹거나 한펜 마요네즈를 거는 등 바뀐 미각의 소유자. 각 이야기의 시작 부분에서 하얀 방에서 그 이야기의 테마에 있던 위인이나 작품의 명언을 낭독하고 있다.
- 보쿠짱 - 히가시데 마사히로

주인공 중 한 명.  다코, 리처드와 함께 행동하는 사기꾼. 전신주 같은 놋뽀의 거인.  계획의 전모를 가르쳐주지 않는 등 항상 다코와 리처드에 휘둘리는 데다 호인하고 소심해서 대상에 깊이 들어가버리는 등의 경우도 많다.  성격적으로는 사기꾼이나 범죄자보다 건실한 가까운 생각의 소유자로 어떤 이유가 있든 사람을 속이는 것은 좋지 않다고 생각하거나 보상이 적거나 생명의 위기를 느끼고있는 것도 있고 항상 2명과 결별하고 정직한으로 일하려고 하지만, 알게 모르게 가운데 다코가 건 함정으로 돌아 오게 벌어 질 등, 이래저래 다시 두 전직에 돌아와 버린다.  다코와 마찬가지로 과거의 학력이나 경력과 본명은 불명하지만, 다코의 입에서 자신뿐만 아니라 천애 고독의 몸임을 풍긴되고 있다.  다코와 리처드와는 어린 시절부터 아는 사이인 듯 하다.
- 리처드 - 코히나타 후미요

주인공 중 한 명. 다코·보쿠짱과 함께 행동하는 사기꾼. 초일류의 변장 기술을 가지고 다코와 마찬가지로 다양한 역할로 잠입한다. 대상을 속이기 데 들어간 비용 및 수익을 계산하고 2명에게 말해주는 등 컨피던스 맨들의 회계 담당. 다코와 마찬가지로 과거의 경력은 불명하지만, 다코와 보쿠짱과는 어린 시절부터 아는 사이인 듯 하다.
- 초비히게 - 타키가와 에이지 (제1화 ~ 제2화, 제9화·SP)

3명의 사기꾼의 부하. 다양한 배역으로 출연 3명을 돕는다. 제9회에서는 오랜만에 등장해 자신의 원망을 계기로 대상을 마련한다.
- 이가라시 - 코테 신야 (제2화 ~ 최종화·SP)

신출귀몰한 훌륭한 사기꾼. 원래는 약자도 속인다 진정한 악덕 사기꾼이었지만 다코를 만나 심취한 것에 의해 개종했다. 다양한 조직에 침투, 이중 스파이로 활동. 다코와 리처드는 안면이 있었지만 보쿠짱과 제2화의 성공 파티에서 드디어 아군임을 알게 되었다.  제4화에서 다코가있는 고급 호텔의 스위트 룸에 마음대로 들어가 그 후에도 종종 스위트 룸에 나타나고 있기 때문 실질적으로 4번째 캐릭터라고도 할 수 있다.
- 모나코 - 오다 리사 (SP)

극장판 〈로맨스 편〉에서 동료가 된 사기꾼. 초비하게와 이가라시와 마찬가지로 3명의 지원을 실시한다. 다코의 수제자로 다코를 『스승』이라고 존경하고 있다.

### 게스트
★는 주요 손님 대상

#### 제1화·대부 편
- 아카호시 에이스케(★) - 에구치 요스케

공익 재단 〈아카보시〉의 회장으로 테이블의 얼굴은 문화 예술과 스포츠의 진흥, 자선 사업에 힘 쓰는 명사이지만, 그 뒤에서는 땅 투기 및 뇌물 수수 등의 경제 야쿠자로 암약하고 〈일본의 대부〉라고도 불리는 남자.
- 야시로 쿠미코 - 미유이 mie

호스트 클럽 사장.  최종화에서 등장한 하치마키 히데오의 다음 목표.
- 이시자키 사장 - 야마니시 아츠시

중고차 판매체인 〈이시자키 모터스〉의 사장.  학창 시절 연극을 하고 있었다.  최종화에서 등장한 하치마키 히데오의 다음 목표.

#### 제2화·리조트 왕 편
- 사쿠라다 시즈코(★) - 키치세 미치코 (유년기 : 마루야마 미오)

사쿠라다 리조트 회사 사장. 경영난의 여관과 리조트를 인수하고 재생시키는 〈일본의 리조트 왕〉 전문대 졸업 후 전통 여관 사쿠라다 호텔 후계자와 결혼해  여주인이 된다. 상권이 죽어 호텔을 재생시켜 체인 전개 일대 리조트 회사로 발전시켰다. ‘원하는 것은 무슨 수를 써서도 입수했다’라는 성격이기도 해서 인수하기 위해서는 고객 사이트의 조작과 뇌물 수수·담합 등 검은 일도하고 그것에 의해 노출 잃은 사람도 많다.  또한 남편과의 관계는 식어 버렸다.
- 미사오 - 모토카리야 유이카

전통 여관 스즈야의 여주인.  언제나처럼 사기꾼을 그만두겠다고 선언하고 거리의 간판이나 공공 직업 안정소의 포스터를 보고 방문한 보쿠짱을 더부살이 직원으로 고용한다.
- 오오노 전무 - 오미야 타로

사쿠라다 리조트 전무.  사쿠라다의 측근으로 작동한다.
- 미즈우치 순 - 마에카와 야스유키

국토 교통성 장관.  가나가와현 마나즈루쵸를 기반으로 한다. 전임 장관이 스캔들로 정계 은퇴에 몰린 후에 취임.  사쿠라다가 아무리 조사해도 소문 하나 나오지 않는 성실하고 깨끗한 정치가.

#### 제3화·미술상 편
- 조가사키 겐조(★) - 이시구로 켄

미술상. TV에서 자신의 관련 프로그램을 가진 유명한 미술 평론가이기도 하다. 오사카의 가난한 가정에서 태어나 아버지는 재능이 없는데도 불구하고 자존심이 높은 화가였기 때문에  어린 시절 고생한다. 이후 독학으로 미술을 공부하고 지금의 지위까지 올랐다.  재능없는 화가를 싫어한다.
- 스도 유키 - 바바 후미카

화가 지망생 미대생.  특별 강사로 방문한 조가사키에 ‘가능성을 느낀다’는 입발린 칭찬에 빠져들어 교제. 그러나 3개월 만에 버려지고 개인전을 개최할 수 없어 실의에 빠진 중 자해를 한다.
- 야마모토 이와오 - 우치무라 하루카

다코가 들여온 계란 〈천사란〉 생산자.  보쿠짱, 리처드도 인정하는만큼 아주 맛있는 달걀으로, 여러 번 주문하고 있다.
- 반 토모노리 - 덴덴

다코와는 구면의 위작 화가.  현재는 72세 개띠 출생.  겉으로는 그림을 복구하는 전문가이나 하지만, 뒤에서는 〈일본의 메헤렌〉라고 불리는 위작 화가.

#### 제4화 영화 마니아 편
- 다와라야 츠토무(★) - 사노 시로

가공 식품 회사 〈다와라야 식품〉의 사장.  국산 장어를 사용한 〈장어 카레 조림〉이 인기 상품이나 실제로는 외국산 장어를 사용하여 원산지를 속이고 있다. 부하에 대한 공갈을 일삼고 여직원에 대한 성희롱과 전형적인 2대 사장이다.
- 미야시타 마사야 - 콘도 코엔

〈다와라야 식품〉 직원.  공장장으로 승진 직후에 자신의 회사가 장어의 원산지를 위조하는 것을 알게 된다.
- 이부키 고로

교토 촬영소에서 발생한 실제 시대극 배우.

#### 제5화 슈퍼 닥터 편
- 노노미야 낸시(★) - 카타세 리노

노노미야 종합 병원의 이사장.  원래 모델에서 의사와 결혼.  남편 사별 후 모델 때의 지명도를 이용, 원을 선전하고 있다.
- 노노미야 니이루 (36) - 나가이 마사루

노노미야 종합 병원의 외과 의사 낸시의 아들.  의사였던 아버지의 뒤를 이어 어떤 어려움 수술도 성공시키는 〈슈퍼 닥터〉로 TV에서 나오나, 실제로 수술의 대부분을 다른 의사에 맡기고 있으며, 스스로는 개복이나 봉합 등 쉬운 거ㅛ만을 담당한다.
- 타부치 야스하루 - 마사나 보쿠조

노노미야 종합 병원의 원래 외과 의사.  특히 어려운 수술을 주로 맡는 의사였다.
- 닥터 데인저러스 - 가슈인 타츠야

다코가 심장 수술의 참고를 위한 본 의료 영화의 주인공.
- 조지 마츠바라 - 야마다 타카유키

닥터 데인저러스를 다룬 할리우드의 특수 조형사.

#### 제6화 고대 유적 편
- 마다라이 미츠루(★) - 우치무라 테루요시

마다라이 컨설팅 대표이사. 명성과 돈에 집착하고 다양한 직함을 가진 경영 컨설턴트로 지역 재생을 전문으로 한다. 쇼핑몰 건설 등 달콤한 말로 시골주민들로부터 토지를 헐값에 사들이고 즉시 건설 중지시켜 산업 폐기물 처리장 부지로 재판매한다.
- 카와베 모라오 - 노조에 요시히로

10색 마을에 있는 〈라멘 행복〉의 주인.  2년 전에 보쿠짱이 자전거 여행에서 우연히 들른 이 가게에서 나온 라면의 맛에 감동한다.
- 카와베 미요 - 나가노 사토미

모라오의 아내.  남편과 함께 〈라면 행복〉을 운영하고 있다.
- 마다라이 만키치 - 야마모토 히로시

미츠루의 아버지.  재야의 아마추어 고고학자로 활동하고 연구 및 지론을 정리한 책 〈환상을 추구〉 전 18권을 자비로 출판하지만, 그 내용이 황당하여 아무도 알아주지 않는다. 가족을 돌보지 않고 재산을 탕진하면서 발굴에 몰두하고 있었다. 일본의 슐리만이 된다는 꿈을 실현하기 전에 병사했다.
- 우시쿠 코지로 - 하나케마에 코이치

토부 대학 고고학 교수.
- 미스미 - 야노 코지

미스미 건설의 사장. 대학 선배인 미츠루와 함께 산업 폐기물 처리장 건설한다.
- 고고학자, 고고학 매니아 - 혼다 치카라, 그 외 다수

이가라시의 트윗을 확산하여 폐기물 처리장에 모여 토기나 토용 등을 발굴한다. 다코가 모은 〈새끼 고양이들〉이 아니라 진짜이다.

#### 제7화·가족 편
- 요론 요구조(★) - 류 라이타

가나가와현 가마쿠라에 사는 자산가.  지병으로 수명이 길지 않은 상태이며, 지금은 볼품없는 할아버지이지만, 젊었을 때 불법으로 주식 조작으로 막대한 재산을 구축한 경제 야쿠자. 애인을 다수 만드는 등 돈과 여자 밖에 흥미없었던 인물.
- 요론 유타 (킨타) - 오카다 요시노리

요구조의 아들.
- 요론 야사카 (긴코) - 사쿠라이 유키

요구조의 장녀.
- 야지마 리카 (28) - 사츠카와 아이미

요구조의 차녀.
- 스마 사토코 - 아나미 아츠코

요론 집의 가정부.
- 요론 준야 - 토리고에 소미

요구조의 손자.

#### 제8화·아름다움의 카리스마 편
- 미노베 미카(★) - 료

MIKA 브랜드의 사장. 인기 모델에서 사업가로 변신, 미용 클리닉을 비롯하여 많은 미용 사업을 운영하고 있으며, 플래그십 스토어 〈MIKA 살롱〉은 여성의 동경의 하나가 자리잡고 있다.  텔레비전 통판 프로그램에 직접 출연 해 제품을 어필하는 등 미디어 노출도 많다.
- 사이토 세이코 - 시바모토 유키

미카의 비서.  미카 몰래 오누마에서 애용하고 있는 〈벤텐 물〉의 성분 조사를 실시해, 미카에 가짜로 보고했지만 먹히지 않는다.
- 후쿠다 호노카 - 호리카와 아미 (chubbiness)

원래 MIKA 살롱의 에스테 티션.  1년 전만해도 개인 경영의 맨즈 에스테틱 〈은은한 스파〉를 운영하고 있으며, 변호사·예초기(리처드)가 월 1 다니고 있었지만, 자신이 MIKA 살롱에 채용된 것으로 폐점한다.
- 우에무라 유미 - 오오타 미에

극 중 TV 쇼 미가로 변신하게 된 쇼핑중인 주부.

#### 제9화·스포츠 편
- 카츠라 키미히코(★) - 코이케 텟페이 (유년기 : 미야시타 유스토)

IT 기업 〈모스모스〉의 사장. 토크 앱 모스모스의 개발로 억만 장자가 된다.
- 한하라 아츠시 - 와다 소코

농구팀의 전 일본 대표 후보.  현역 시절은 부상이 끈임없어 도박에 손을 대고, 농구 세계에서 추방 된다.
- 시무라 쇼이치·쇼니·쇼자 - 오자와 료타·이토 소라·타마가와 렌

아타미의 반그레 형제 (보쿠짱은 "반사회적 세력 예비군"고 말했다). 학창 시절은 각각 우수한 선수였지만 신세가 타락하였고, 스카우트 때에는 보꾸짱을 두들겨 패는 등 머리에 피가 올라 쉽게 소행은 나쁘다.
- 이스마일 - MILAD A

다만 신장이 높기 때문이라는 이유에서 이가라시에 스카우트된 케밥 왜건의 점원.  운동 신경은 전혀 없지만 촬영만 필사적으로 연습한 결과 슈터로 활약했다. 다음은 탈퇴했지만, 회장에서 케밥을 관객에게 쏘는 전달 명물 점원이 되었다.
- 제임스 - MORDIO R

본명 아부바카리 압둘에 보아. 광장에서 춤을 추고있을 때, 흑인 체격이 좋으니까라는 이유로 다코에 스카우트된 농구를 모르는 가나 출신의 댄서. 처음에는 미국 출신이라는 설정이었지만, 인터뷰에서 가나 출신이라고 말하고 있다. 일본어는 서투른 말씨로 다코를 〈낙지〉라고 불러 그녀에게 야단 맞는다.  2년 후에도 멤버로 활약하고 있다.
- 카모이 미와 - 히라노 미우

강호 탁구팀 〈도쿄 제트〉 프로 선수. 시키다 유우나와 쌍을 이루어 중국의 강호 선수로 영입한 양(다코)과 장(보쿠짱) 상대로 연습 경기를 도전 15경기를 1점도 따내지 못하게 승리.  16경기 만에 드디어 두 사람이 가짜라고 간파한다.
- 시키다 유우나 - 키류 아야메

강호 탁구팀 〈도쿄 제트〉 프로 선수.  카모이 미와와 함께 팀을 짠다.

#### 최종화·컨피던스 맨 편
- 하치마키 히데오(★) - 사토 류타

규정에 컨피던스 맨에 발을 씻어 이삿짐 회사의 두목으로 일하는 보쿠짱이 만난 사람.  보쿠짱에 대해 과거에 어머니의 유산을 결혼 사기로 모두 빼앗기고 그 사기꾼은 다코와 리처드가 아닌가라고 말한다. 분개한 보쿠짱은 히데오를 다코가 거주하는 스위트 룸에 초대하지만, 그 때, 히데오는 무거운 부하를 끌어 방에 침입해 컨피던스 맨들을 구속한다.
- 손 슈하 - 마로 아카지

하치마키 히데오의 아버지. 일단 신주쿠 일대를 근거지로하고 있던 중국계 마피아 〈신주쿠 금 호랑이방〉의 보스.
- 에비카와하라 코이치 - 하카마다 요시히코

하치마키가 오기 전에 다코와 리처드가 보고한 DVD 〈명탐정 새우 강변의 모험〉의 주인공.
- 보쿠짱의 어머니 - 토다 나호

다코가 마련한 〈새끼 고양이〉 중 하나.  후지사와 히나코(다코)가 자란 고아원의 선생님을 분장.
- 손 슈하의 부하 - 노마구치 토오루

3명이 짜고 있었던 〈강아지〉의 이미지로 등장한 가상 인물. ‘40대 남성에서 수수 안경이지만, 4개 국어를 구사 천재에서 강아지의 흉내를 잘 낸다’라는 설정.

#### SP 드라마·운세 편
- 아쿠츠 아키라(★) - 키타무라 카즈키

자칭 투자자. 하지만 그 실태는 암금된 그 자체이며 괴로워하는 경영자에 ‘올릴시켜 준다’고 별장에서 내기 포커를 계속하면서 상대의 돈을 송두리째 빼앗아 가고, 심지어 그 채무를 상환하기 위해 보험금을 걸어 밖으로 자살 시키거나 여성을 뒤에서 업계에 떨어 뜨리는 등 검은 소문이 끊이지 않는다.  땅콩을 좋아하고, 껍질을 조각으로 잡는 것이 버릇.
- 와타나베 와카바(★) - 나카야마 미호

유품 정리 회사 〈오모카게〉의 사장.  인원수가 적은 회사하면서 부모없는 직원을 「가족」이라고 부르는 친화적인 회사로 속이고 있다.
- 니라야마 하시(★) - 히로스에 료코

해안의 라면 가게 〈미나토 식당〉을 혼자서 꾸려하는 여자.  리처드가 다코에 떨어져 여생을 즐기고 있는 곳을 만난다. 일단 남편 모두 식당을 경영하고 있었지만, 미망인이 된 후, 현지의 유력자인 타지에서 5000만엔의 빚이 있는 것이 발각. 게다가 신물이 된 아들도 집을 뛰쳐 채 소식 불통이 된다. 타지에서 빚 탕감의 대가로 자신의 여자가 되도록 강요 당하고 있으며, 사정을 알고 리처드는 ‘원래 유명한 중국집 요리사 첸’이라는 경력을 밝혀, 새끼 고양이들을 사쿠라에 사용하면서  탕탕면에서 가게를 번창시키고자 분투한다.

## 제작진
- 각본 : 코사와 료타
- 음악 : fox capture plan
- 주제가 : Official髭男dism(오피셜히게단디즘) 〈 노다웃 (ノーダウト)〉
- 기획 : 나리카와 히로아키
- 프로듀서 : 쿠사가야 다이스케, 고토 신야
- 연출 : 쿠다나카 료, 카나이 히로시, 미츠하시 토시유키
- 제작 : 후지 TV 드라마 제작 센터

## 방영일·부제·시청률

### 연속 드라마
| 각화                                                       | 방송일          | 편                     | 부제                                                         | 시청률 | 연출              | 참고      |
| ---------------------------------------------------------- | --------------- | ---------------------- | ------------------------------------------------------------ | ------ | ----------------- | --------- |
| 제1화                                                      | 2018년 4월 9일  | 대부 편                | 화려한 사기꾼 오늘의 목표는 탐욕 침범 대부!                  | 9.4%   | 다나카 료         | 30분 확대 |
| 제2화                                                      | 2018년 4월 16일 | 리조트왕 편            | 냉혹 비정의 아름다운 리조트 여왕의 비밀을 밝히려면!          | 7.7%   | 카나이 히로       |           |
| 제3화                                                      | 2018년 4월 23일 | 미술상 편              | 김 투성이 성희롱 미술평론가와 대결!                          | 9.1%   | 미츠하시 토시유키 |           |
| 제4화                                                      | 2018년 4월 30일 | 영화 매니아 편         | 무대는 영화의 도시 파워 괴롭힘 사장을 처치                   | 9.2%   | 카나이 히로       |           |
| 제5화                                                      | 2018년 5월 7일  | 슈퍼 닥터 편           | 명의의 더러운 얼굴을 밝히려면!                               | 9.3%   | 다나카 료         |           |
| 제6화                                                      | 2018년 5월 14일 | 고대유산 편            | 탐욕 지옥 엘리트 고향을 지켜라                               | 8.2%   | 카나이 히로       |           |
| 제7화                                                      | 2018년 5월 21일 | 가족 편                | 골육의 유산 다툼 정체를 폭로하는 가족의 비밀                 | 8.9%   | 미츠하시 토시유키 |           |
| 제8화                                                      | 2018년 5월 28일 | 아름다움의 카리스마 편 | 파워 괴롭힘 폭언 공주 악업의 진상을 밝히려면!                | 8.3%   | 다나카 료         |           |
| 제9화                                                      | 2018년 6월 4일  | 스포츠 편              | IT 사장의 강권 통치에서 선수를 지켜라                        | 9.5%   | 다나카 료         |           |
| 제10화                                                     | 2018년 6월 11일 | 컨피던스 맨 편         | 눈에 보이는 것이 진실은 아니다...무엇이 사실 무엇이 거짓인가 | 9.2%   | 카나이 히로       |           |
| 평균시청률 8.88% (시청률은 간토 지방·비디오 리서치사 조사) |                 |                        |                                                              |        |                   |           |

- 제5화에서 다큐멘터리의 장면에서 시세로 시뮬레이션이라고 써야 곳을 본 방송에서는 시뮬레이션으로 잘못 표기 되어 있었지만, CS와 DVD는 바르게 수정되었다.

- 제1화 처음 마음인 (하트 = 보쿠짱 : 히가시데 마사히로)가 쇼 퍼브의 댄스 장면 때 마이클 잭슨의 〈BAD〉가 흐르지만 DVD 버전은 원래 비슷한 노래로 교체되었다.

- 제1화 마닐라 공항에서 보쿠짱 (히가시데 마사히로 분)가 체포, 구속 후 아카호시 (에구치 요스케 분)에 금전으로 해결 해주기를 석방 된 장면에서 영화 《대부》의 테마곡 〈사랑의 테마〉가 흐르지만 DVD 버전은 삭제되었다.

### 스페셜 드라마
| 각화   | 방송일          | 편     | 시청률 | 연출      | 참고 |
| ------ | --------------- | ------ | ------ | --------- | ---- |
| 스페셜 | 2019년 5월 18일 | 운세편 | 10.3%  | 다나카 료 |      |

## 수상 정보
- 갤럭시상 2018년 6월도 월간상[4]
- 제12회 컨피던스 어워드 드라마상[5]
  - 주연여배우상 (나가사와 마사미)
  - 각본상 (코사와 료타)
- 제97회 더 텔레비전 드라마 아카데미상[6]
  - 주연여배우상 (나가사와 마사미)
- 도쿄 드라마 어워드 2018
  - 연속 드라마 부문 우수상[7]

## 관련 서적
- 코사와 료타 (각본), 키마타 푸우 (노벨 라이즈) 〈컨피던스 맨 JP 상〉 (2018년 5월 9일 후소샤 문고, ISBN 978-4-594-07975-8)
- 코사와 료타 (각본), 키마타 푸우 (노벨 라이즈) 〈컨피던스 맨 JP 하〉 (2018년 6월 6일 후소샤 문고, ISBN 978-4-594-07976-5)

사운드 트랙
- fox capture plan 「후지 TV계 드라마 〈컨피던스 맨 JP〉 오리지널 사운드 트랙」 (2018년 5월 30일 포니 캐년, PCCR-00671)

Blu-ray / DVD
- 〈컨피던스 맨 JP〉 Blu-ray BOX (2018년 9월 19일 포니 캐년, PCXC-60085)
- 〈컨피던스 맨 JP〉 DVD-BOX (2018년 9월 19일 포니 캐년, PCBC-61771)

| 후지 TV 게츠쿠                                  | 후지 TV 게츠쿠                             | 후지 TV 게츠쿠                                         |
| 이전 작품                                       | 작품명                                     | 다음 작품                                              |
| ----------------------------------------------- | ------------------------------------------ | ------------------------------------------------------ |
| 해파리 공주 (2018년 1월 15일 ~ 2018년 3월 19일) | 컨피던스 맨 JP (2018년 4월 9일 ~ 6월 11일) | 절대영도~미연범죄잠입수사~ (2018년 7월 9일 ~ 9월 10일) |

## 한국판
《컨피던스 맨 KR》이라는 제목으로 코사와 료타의 각본을 바탕으로 KBS-KDB 한류 콘텐츠 펀드가 출자한 스튜디오 인비쿠타스 의해 일본 판과 동시 제작된다.

## 중국판
《컨피던스 맨 CN》이라는 제목으로 코사와 료타의 각본을 바탕으로 중국의 주요 제작사에 의해 일본 판과 동시 제작된다.

## 영화

### 제1작 -로맨스편-
후지 TV 개국 60주년 기념 작품으로 《컨피던스 맨 JP -로맨스편-》(일본어: コンフィデンスマンJP
-ロマンス編-)의 제목으로 영화화되어 2019년 5월 17일에 공개되었다.  감독은 다나카 료, 각본은 드라마와 마찬가지로 코사와 료타. 홍콩을 무대로 일본, 홍콩에서 촬영이 진행됐다.
드라마 제9화 (2018년 6월 4일 방송) 마지막으로 영화화가 발표되었다. 2018년 10월 4일, 주요 캐스트가 발표 되며 크랭크업했다.

#### 출연(영화 제1작)
- 다코 - 나가사와 마사미
- 보쿠짱 - 히가시데 마사히로
- 이가라시 - 코테 신야
- 리처드 - 코히나타 후미요
- 모나코 - 오다 리사
- 초비히게 - 타키가와 에이지
- 버틀러 - Michael Keida
- 스즈키상 - 마에다 아츠코
- 야지마 리카 - 사츠카와 아이미
- 요론 유우야(킨타) - 오카다 요시노리
- 요론 야사카(킨코) - 사쿠라이 유키
- 호 나무센 - 나마세 카츠히사
- 다카마츠 치즈루 - 야마구치 사야카
- 조 : 나나비시 히로
- 카츠라 키미히코 - 코이케 텟페이
- 한바라 아츠시 - 와다 소코
- 시무라 쇼이치 - 오자와 료타
- 시무라 쇼지 - 이지마 소라
- 시무라 쇼조 - 타마카와 렌
- 제임스 - MORDIO R
- 이쿠타 류세이
- 오구리 슌
- 하치마키 히데오 - 사토 류타
- 사쿠라다 시즈코 - 키치세 미치코
- 죠가사키 겐조 - 이시구로 켄
- 란 리우 - 다케우치 유코
- 제시 - 미우라 하루마
- 아카보시 에이스케 - 에구치 요스케

#### 스태프(영화 제1작)
- 감독 : 다나카 료
- 각본 : 코사와 료타
- 음악 : fox capture plan
- 주제가 : Official髭男dism(오피셜히게단디즘) 〈Pretender〉 (포니 캐년 / 라스트룸 뮤직 엔터테인먼트)
- 제작 : 이시하라 타카시, 이치카와 미나미
- 기획·제작 : 나리카와 히로아키
- 프로듀서 : 카지모토 케이, 쿠사가와 다이스케, 후루고리 신야
- 촬영 : 이타쿠라 요코
- 조명 : 미도리카와 마사노리
- 편집 : 카와무라 신지
- 제작 스튜디오 : FILM
- 제작 협력 : 영화 《컨피던스 맨 JP》 제작위원회 (후지 TV, 도호, FNS27사)
- 배급 : 토호

#### 수상 정보
- 제44회 호치 영화상
  - 여우주연상 (나가사와 마사미)
- 제62회 블루 리본상
  - 여우주연상 (나가사와 마사미)[10]

### 제2작 -프린세스편-
《컨피던스 맨 JP -프린세스편-》(일본어: コンフィデンスマンJP プリンセス編)은 2020년 7월 23일에 개봉되었다. 2019년 6월 6일 TOHO 시네마즈 히비야에서 열린 영화 제1탄의 대흥행 감사 무대 인사 자리에서 제작이 발표되었다. 2019년 12월 3일 후지 TV 멀티 극장에서 열린 『새끼 고양이들의 모임~ 원년 큰 반성회 편』로 제목과 새로운 출연진이 발표되었다. 말레이시아 랑카위 섬에서 촬영이 이루어졌다. 당초는 5월 1일에 공개 예정이었지만, 2019년 코로나19 범유행의 영향으로 공개 연기 되었다. 6월 11일에 YouTube 도호 Movie 채널에서 공개된 특별 프로 「『컨피던스 맨 JP』오메자메 텔레비전 편」에서 새로운 개봉일이 발표 되었다.

#### 출연(영화 제2작)
- 다코 - 나가사와 마사미
- 보쿠짱 - 히가시데 마사히로
- 이가라시 - 코테 신야
- 리처드 - 코히나타 후미요
- 모나코 - 오다 리사
- 앤드류 후우 - 시라하마 아란
- 콧쿠리 - 세키미즈 나기사
- 크리스토퍼 후우 - 후루카와 유타
- 브리짓 후우 - 비비안 수
- 호텔 지배인 - 타키토 켄이치
- 유진 - 하마다 가쿠
- 야만바 - 하마다 마리
- 원 모국 대통령 부인 - 데비 수카르노
- 란 리우 - 다케우치 유코
- 제시 - 미우라 하루마
- 니라야마 하시 (허니 사냥꾼) - 히로스에 료코
- 아카보시 에이스케 - 에구치 요스케
- 모나코 - 오다 리사
- 죠가사키 겐조 - 이시구로 켄
- 스즈키상 - 마에다 아츠코
- 호 나무센 - 나마세 카츠히사
- 토니 틴 - 시바타 쿄헤이
- 레이몬드 후우 - 키타오오지 킨야

#### 스태프(영화 제2작)
- 감독 : 다나카 료
- 각본 : 코사와 료타
- 음악 : fox capture plan
- 주제가 : Official髭男dism(오피셜히게단디즘) 〈Laughter〉 (포니 캐년 / 라스트룸 뮤직 엔터테인먼트)
- 제작 스튜디오 : FILM
- 제작 협력 : 영화 《컨피던스 맨 JP》 제작위원회 (후지 TV, 도호, FNS27사)
- 배급 : 도호

### 수상 정보
- 제33회 닛칸 스포츠 영화 대상
  - 이시하라 유지로상 여우주연상 (나가사와 마사미) ※《마더》와 동시 수상[14]
- 제44회 일본 아카데미상
  - 우수 여우주연상 (나가사와 마사미) ※《마더》와 동시 수상[15]

### 제3작 -영웅편-
《컨피던스 맨 JP -영웅편-》(일본어: コンフィデンスマンJP 英雄編)이라는 타이틀로 제작 되는 것이 2020년 8월 13일 TOHO 시네마즈 롯폰기 힐즈에서 열린 무대 인사에서 발표 되었다. 2022년 1월 14일에 공개 될 예정이라고 발표되었다.
촬영은 몰타 섬에서 진행되었다.

#### 출연(영화 제3작)
- 다코 - 나가사와 마사미
- 보쿠짱 - 히가시데 마사히로
- 이가라시 - 코테 신야
- 리처드 - 코히나타 후미요
- 아카보시 에이스케 - 에구치 요스케
- 콧쿠리 - 세키미즈 나기사
- 모나코 - 오다 리사
- 니라야마 하시 (허니 사냥꾼) - 히로스에 료코
- 탄바 - 마츠시게 유타카
- 3대째 츠치노코 - 카도노 타쿠조
- 호 나무센 - 나마세 카츠히사
- 죠가사키 겐조 - 이시구로 켄
- 마르셀 마리무라 - 세토 코지
- 제랄 곤잘레스 - 시로타 유
- 하타야마 레이나 - 이쿠타 에리카
- 쵸비 히게 - 레드 펜 타카가와
- 빼앗긴 남자 - 카지하라 요시히로
- 정부 관료 - 다카시마 마사히로
- 수수께끼의 여자 - 마키 요코
- 해상자위관 - 토쿠나가 에리
- 버틀러 - Michael Keida
- 프레디 - 단테 카버
- 리카르도 - 아츠기리 제이슨
- 아카보시 의 부하 - 에노키 토모이치
- 아카보시의 부하 - 나리타 마이클 리키
- 손님 - 재키짱

#### 스태프(영화 제3작)
- 감독 : 다나카 료
- 각본 : 코사와 료타
- 음악 : fox capture plan
- 주제가 : Official髭男dism(오피셜히게단디즘) 〈Anarchy〉 (포니 캐년 / 라스트룸 뮤직 엔터테인먼트)
- 제작 스튜디오 : FILM
- 제작 협력 : 영화 《컨피던스 맨 JP》 제작위원회 (후지 TV, 도호, FNS27사)
- 배급 : 도호

### 영화판 시청률
| 횟수 | 편         | 방영일          | 방영시간      | 방송시간대   | 시청률 | 참고                    |
| ---- | ---------- | --------------- | ------------- | ------------ | ------ | ----------------------- |
| 1    | 로맨스편   | 2020년 7월 18일 | 21:00 - 23:30 | 토요프리미엄 | 11.7%  | 「프린세스편」공개 기념 |
| 2    | 로맨스편   | 2022년 1월 8일  | 21:00 - 23:10 | 토요프리미엄 | 8.2%   | 「영웅편」공개 기념     |
| 3    | 프린세스편 | 2022년 1월 15일 | 21:00 - 23:40 | 토요프리미엄 | 10.0％ | 「영웅편」공개 기념     |
| 4    | 영웅편     | 2023년 1월 3일  | 21:00 - 23:40 | 없음         | 9.6％  |                         |